# Nissan President
Nissan President – luksusowy samochód osobowy produkowany przez japońską firmę Nissan w latach 1965-2010. Dostępny jako 4-drzwiowy sedan. Następca modelu Cedric Special. Do napędu używano silników R6 i V8. Moc przenoszona była na oś tylną poprzez automatyczną skrzynię biegów. 

## Dane techniczne ('65)

### Silnik
- V8 4,0 l (3988 cm³), 2 zawory na cylinder, OHV
- Układ zasilania: gaźnik
- Średnica cylindra × skok tłoka: 92,00 mm × 75,00 mm
- Stopień sprężania: 9,0:1
- Moc maksymalna: 198 KM (145 kW) przy 5000 obr./min
- Maksymalny moment obrotowy: 323 N•m przy 3200 obr./min

### Osiągi
- Przyspieszenie 0-100 km/h: b/d
- Prędkość maksymalna: 185 km/h

## Dane techniczne ('03)

### Silnik
- V8 4,5 l (4494 cm³), 4 zawory na cylinder, DOHC
- Układ zasilania: wtrysk
- Średnica cylindra × skok tłoka: 93,00 mm × 82,70 mm
- Stopień sprężania: 10,5:1
- Moc maksymalna: 280 KM (206 kW) przy 6000 obr./min
- Maksymalny moment obrotowy: 451 N•m przy 3600 obr./min

### Osiągi
- Przyspieszenie 0-100 km/h: b/d
- Prędkość maksymalna: b/d

## Galeria

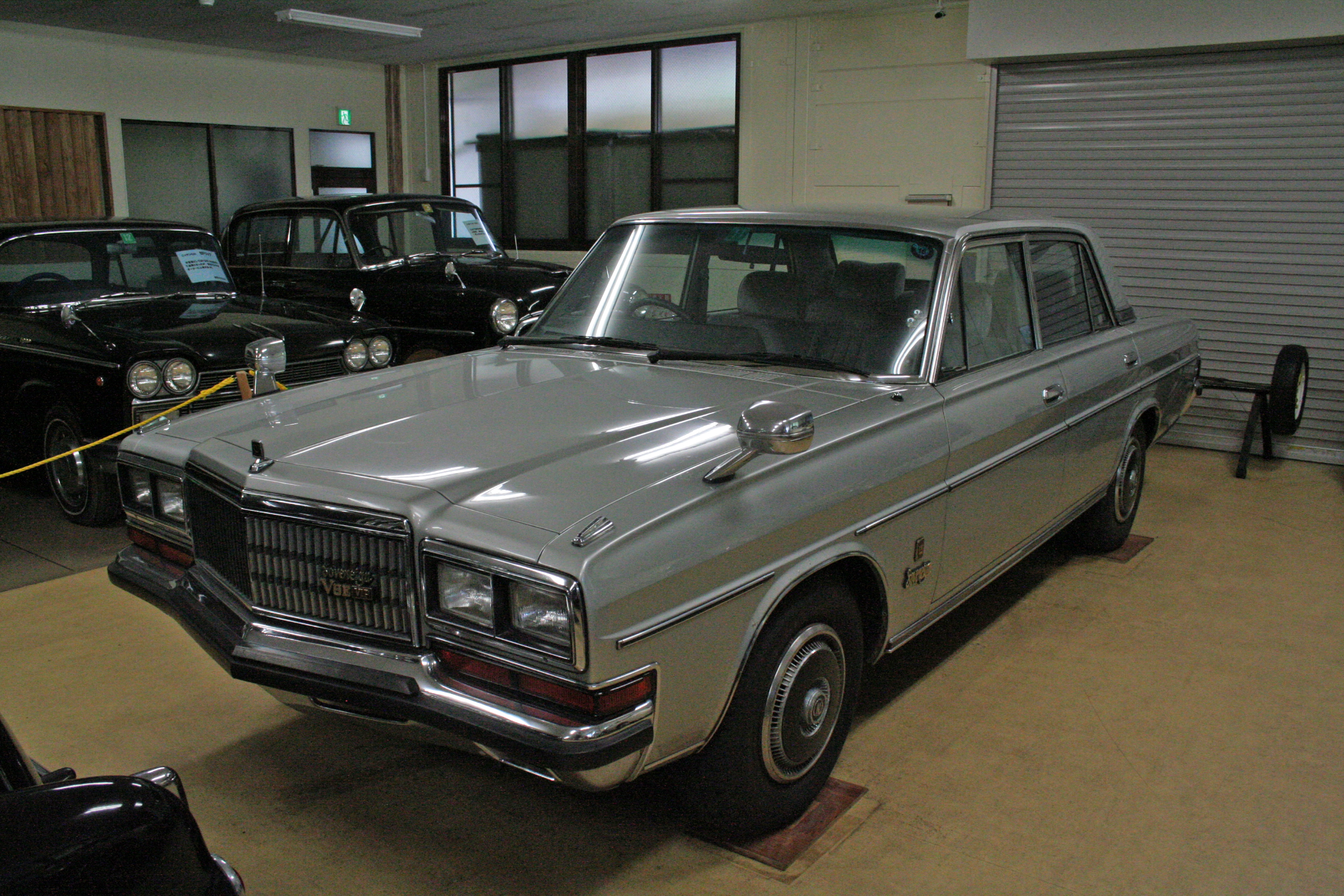
President
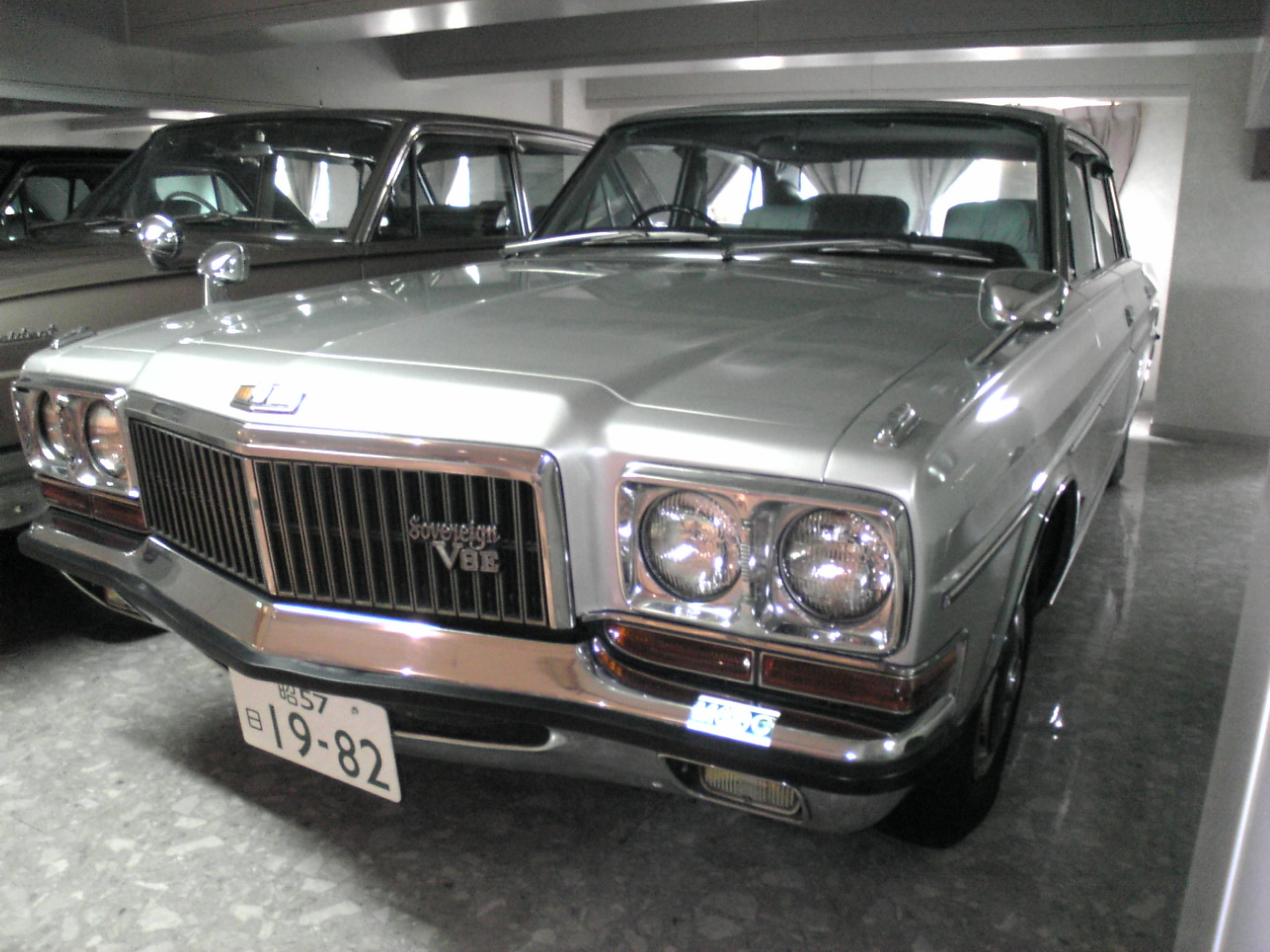
'82 President
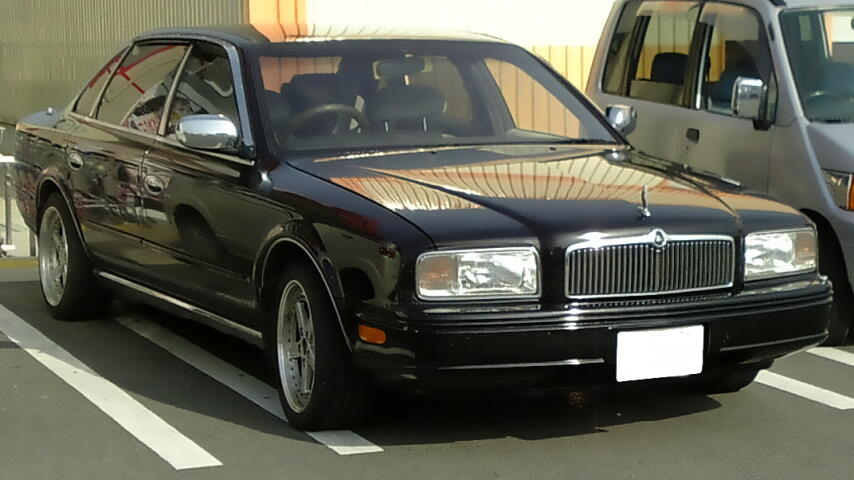
'90 President
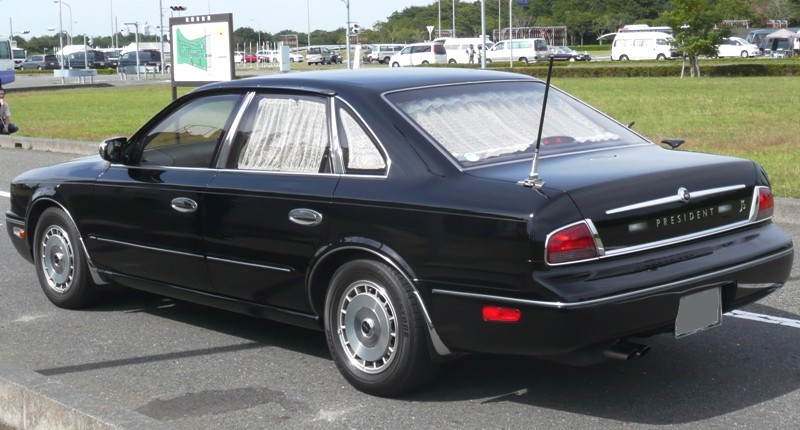
President